# Finestra cieca

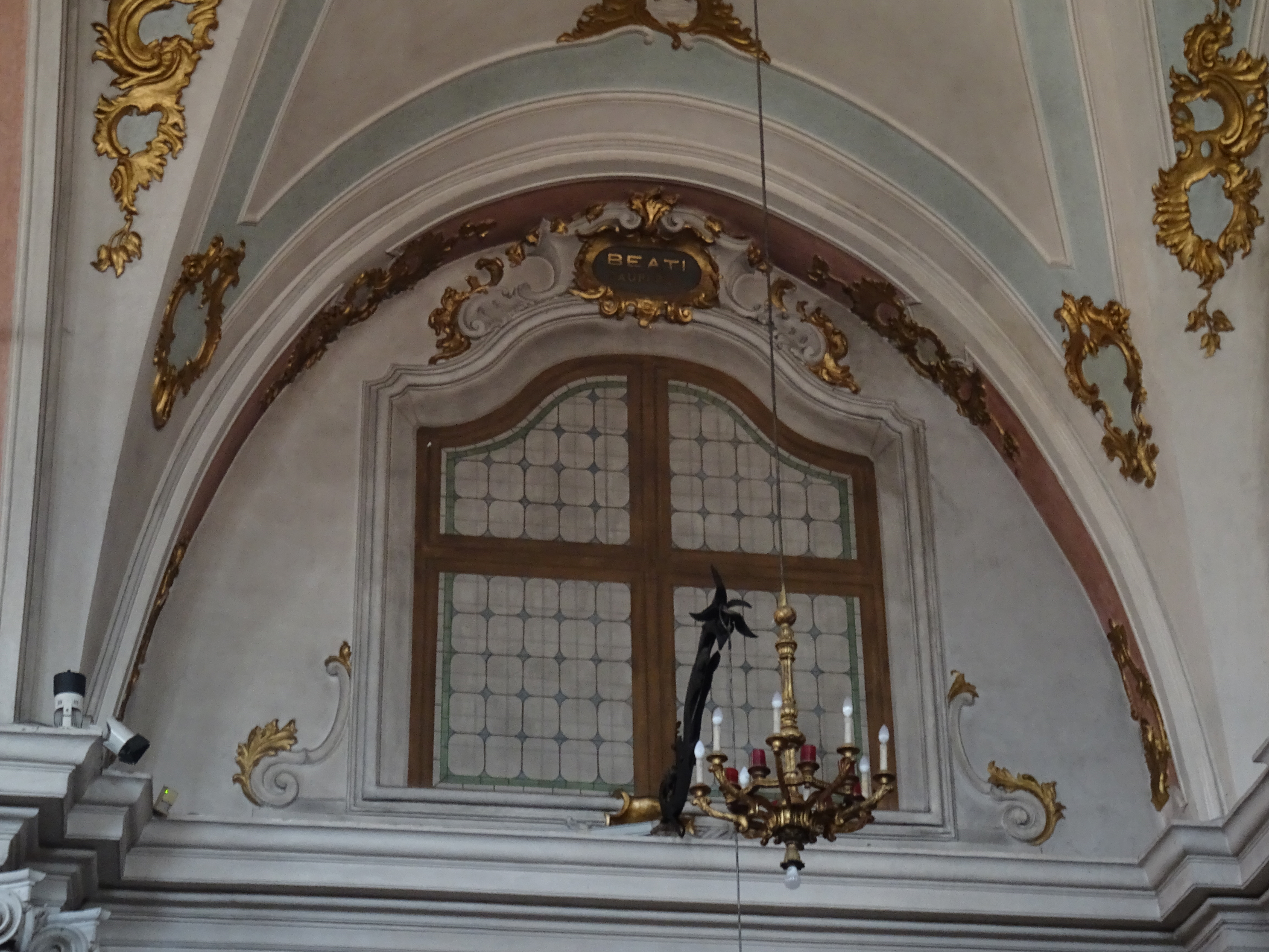
Finestra cieca, nella chiesa di San Floriano, risalente al XII secolo, a Storo

La finestra cieca, anche finestra finta, è una finestra che può trovarsi, come elemento architettonico, a simulare un'apertura senza lasciar passare la luce. Può nascere come tale oppure essere inizialmente una finestra aperta e in seguito venire chiusa da elementi di muratura o altro diventando così cieca. 

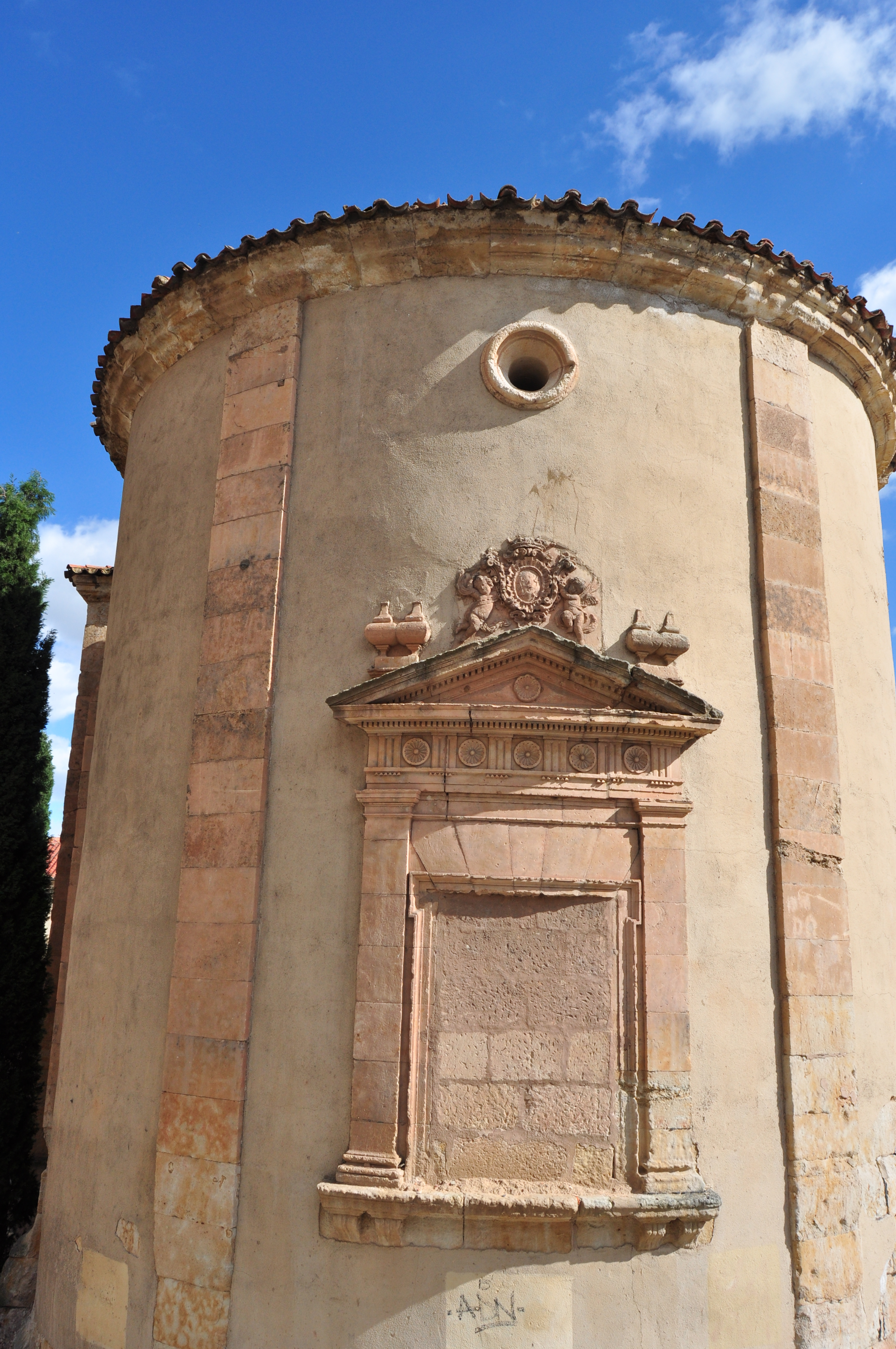
Finestra cieca nella chiesa di san Biagio a Salamanca, Spagna

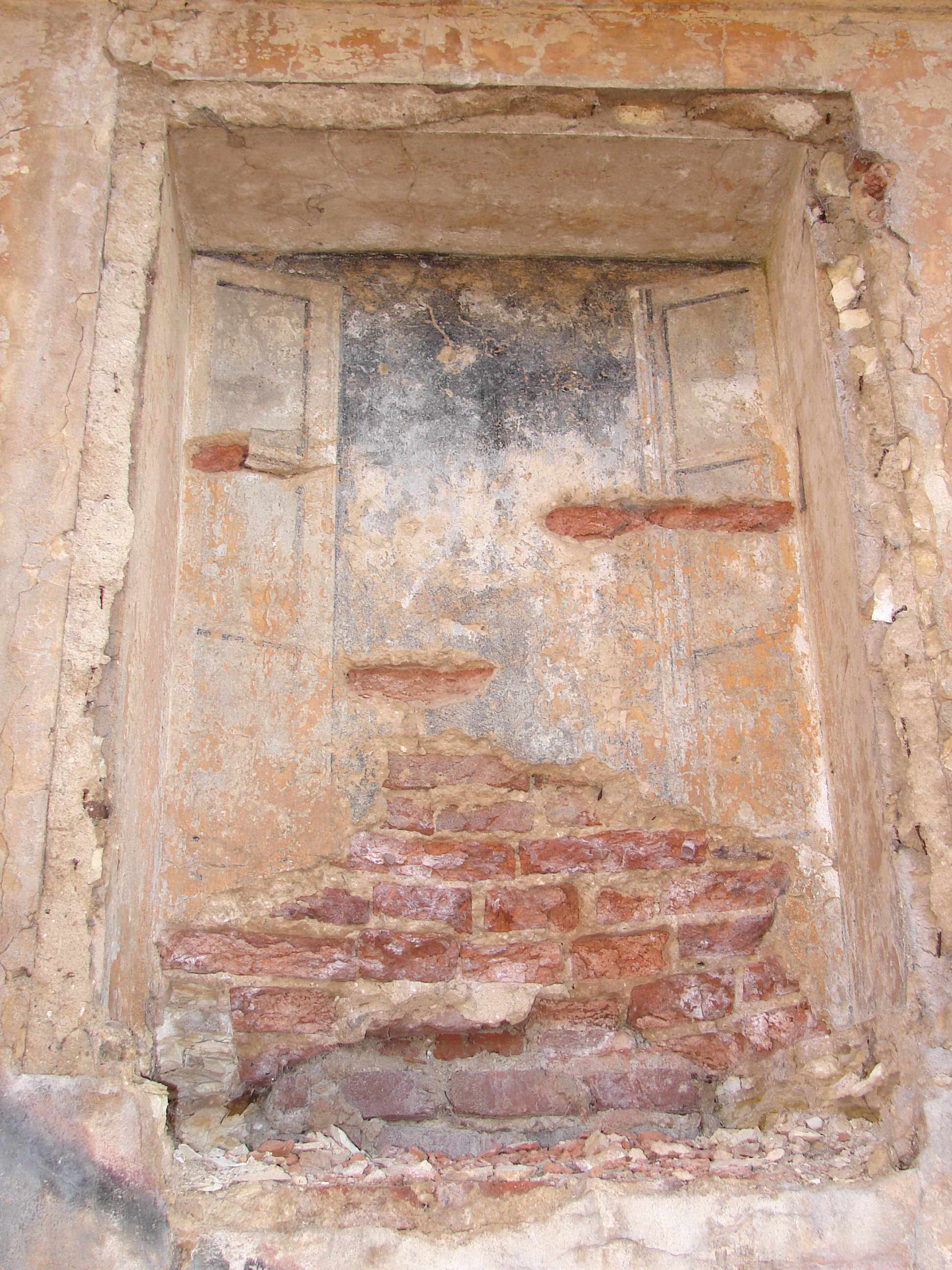
Finestra cieca dipinta nel castello di Cibulka risalente al XIV secolo, in Repubblica Ceca

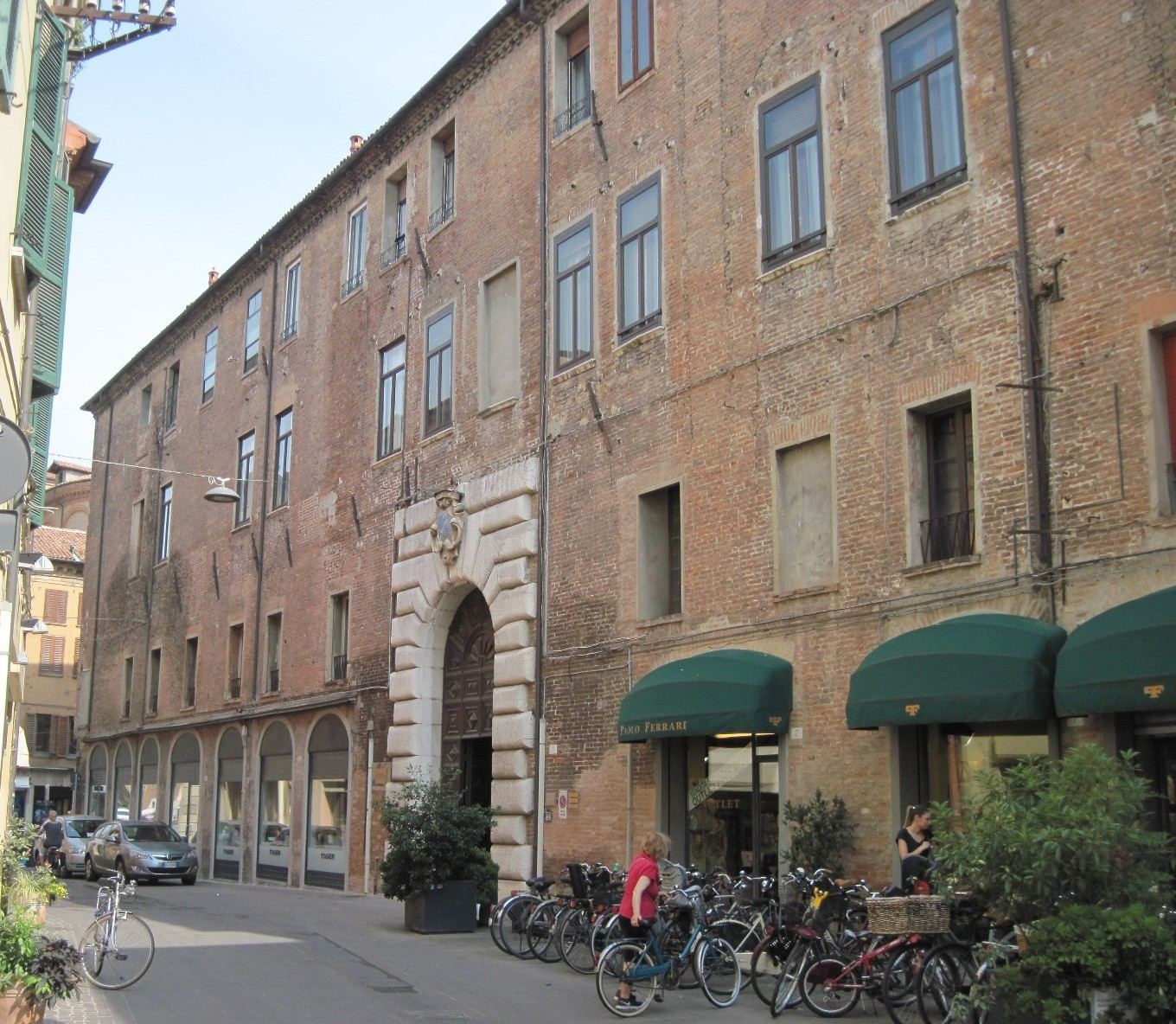
Esempio di finestra cieca sulla facciata di palazzo Contrari a Ferrara, Italia

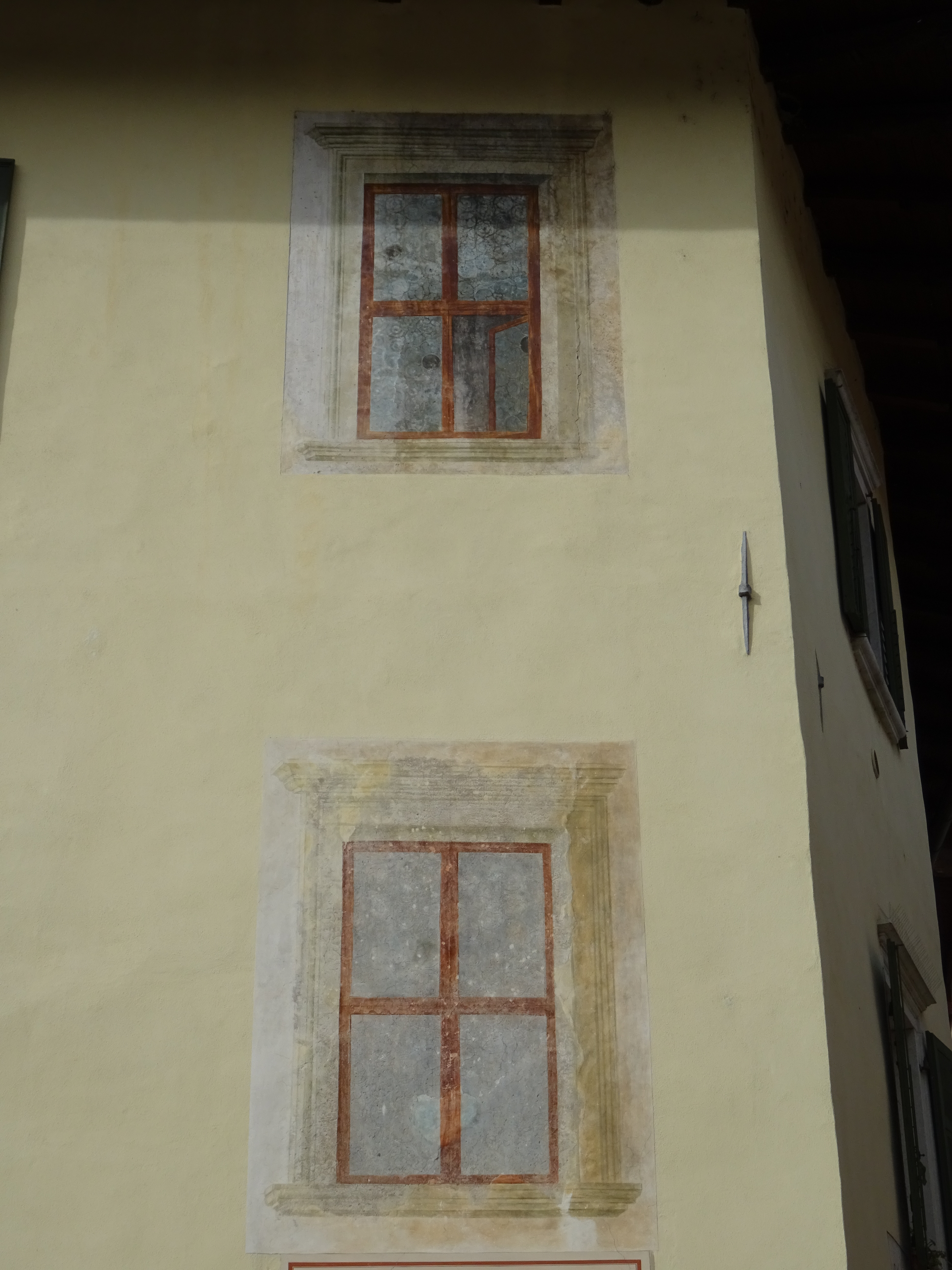
Finestre cieche sulla facciata esterna di un edificio civile, Borgo Sacco, Italia

## Storia
Storicamente l'utilizzo della finestra cieca è documentato quasi in ogni tipologia di edificio religioso, militare e civile.

## Descrizione
La finestra cieca si può presentare come elemento architettonico in tre dimensioni con cornice e altri particolari come le altre finestre oppure risultare dipinta sulla parete sulla quale si trova. Può avere anche solo motivazioni estetiche.